# (35355) 1997 SB2
1997 أس بي 2 (ويعرف أيضًا باسم (35355) 1997 أس بي 2 وفق تسمية الكوكب الصغير) (بالإنجليزية: 1997 SB2)‏ هو كويكب ضمن حزام الكويكبات؛ وترتيبه 35355 من حيث الاكتشاف.
اكتُشف هذا الجُرم الفلكي بواسطة Petr Pravec ‏ في 23 سبتمبر 1997.

## وصلات خارجية
- (35355) 1997 SB2 في قاعدة بيانات مختبر الدفع النفاث لأجرام النظام الشمسي الصغيرة

- الاكتشاف · مخطط المدار ·  العناصر المدارية · المعلمات المادية

- (35355) 1997 SB2 على موقع ويكي سكاي: DSS2, SDSS, GALEX, IRAS, Hydrogen α, X-Ray, Astrophoto, Sky Map, Articles and images